# Jerry Ragovoy
Jordan Ragovoy, mais conhecido como Jerry Ragovoy (Filadélfia, 4 de setembro de 1930 - Manhattan, 13 de julho de 2011) foi um compositor e produtor musical norte-americano.
Sua mais conhecida composição é "Time Is on My Side", que Ragovoy escreveu sob o pseudônimo de Norman Meade, foi interpretada pela famosa banda The Rolling Stones, apesar de ter sido gravada anteriormente por Kai Winding e Thomas Irma. Ragovoy também escreveu "Stay With Me", que foi originalmente gravada por Lorraine Ellison.